# Richard Kilty
Richard Kilty (ur. 2 września 1989 w Stockton-on-Tees) – brytyjski lekkoatleta specjalizujący się w biegach sprinterskich.
W biegu na 200 metrów dotarł do półfinału mistrzostw świata juniorów w Bydgoszczy (2008) oraz zajął siódmą lokatę na młodzieżowych mistrzostwach Europy w Kownie (2009). W 2014 roku zdobył złoto medal w biegu na 60 metrów podczas halowych mistrzostwach świata w Sopocie.
Startuje także w biegu rozstawnym 4 x 100 metrów – w tej konkurencji był piąty na mistrzostwach świata juniorów w 2008 oraz zdobył srebrny medal młodzieżowych mistrzostw Europy w 2011. W 2014 wszedł w skład brytyjskiej sztafety 4 × 100 metrów, która sięgnęła po brąz IAAF World Relays, zdobyła srebro igrzysk Wspólnoty Narodów oraz stanęła na najwyższym stopniu podium mistrzostw Europy. W 2016 uczestniczył w finale biegu na 100 metrów na mistrzostwach Europy w Amsterdamie, jednak został zdyskwalifikowany za falstart. Rok później obronił tytuł halowego mistrza Europy podczas rozgrywanego w Belgradzie halowego czempionatu. W 2019 sięgnął po srebro w sztafecie 4 × 100 metrów podczas mistrzostw świata w Dosze. W 2021 wszedł w skład brytyjskiej sztafety 4 × 100 metrów, która zdobyła srebrny medal igrzysk olimpijskich w Tokio (później im odebrany z powodu wykrycia dopingu u Ujaha).

## Rekordy życiowe
- bieg na 60 metrów (hala) – 6,49 (2014)
- bieg na 100 metrów – 10,01 (2016) / 9,92w (2016)
- bieg na 200 metrów – 20,34 (2013)

W 2019 Kilty na trzeciej zmianie w sztafecie 4 × 100 metrów ustanowił czasem 37,36 aktualny rekord Europy.